# Germans Māliņš
Germans Māliņš (* 12. Oktober 1987) ist ein lettischer Fußballtorhüter.

## Karriere
Māliņš begann seine Karriere 2006 bei Skonto Riga. 2007 gehörte er JFK Olimps an. Während seiner Vereinszugehörigkeit zu seinem derzeitigen Arbeitgeber, gewann sein Klub 2010 die lettische Meisterschaft und wurde 2012 Pokalsieger.
Seit 2013 ist er für den weißrussischen Verein BATE Baryssau im Einsatz.

## Erfolge
- Lettischer Meister 2010
- Lettischer Pokalsieger 2012